# Regetovka
Regetovka é um município da Eslováquia, situado no distrito de Bardejov, na região de Prešov. Tem 7,12 km² de área e sua população em 2018 foi estimada em 42 habitantes.

## Demografia
| Ano:        | 1994 | 2004    | 2014    | 2024    |
| ----------- | ---- | ------- | ------- | ------- |
| Broj ljudi: | 22   | 18      | 30      | 52      |
| Razlika:    |      | -18,18% | +66,66% | +73,33% |

| Ano:               | 2023 | 2024   |
| ------------------ | ---- | ------ |
| Número de pessoas: | 53   | 52     |
| Diferença:         |      | -1,88% |